# Entedon tumiditempli
Entedon tumiditempli är en stekelart som beskrevs av Yang 1996. Entedon tumiditempli ingår i släktet Entedon och familjen finglanssteklar. Inga underarter finns listade i Catalogue of Life.